# Bruno Cortez Cardoso
Bruno Cortez Cardoso, mais conhecido como Bruno (São Paulo, 27 de junho de 1984), é um ex-futebolista brasileiro, que atuava como goleiro.

## Carreira como jogador
Palmeirense desde a infância, o jogador ingressou no clube em 1997, aos 13 anos de idade, iniciando seu treinamento na categoria "mirim". Logo em sua primeira competição, sagrou-se campeão do Torneio Brasil-Japão, realizado no campo do Centro Olímpico da USP. Bruno percorreu todas as categorias de base do Palmeiras, incluindo o time B. Em 2000, o goleiro foi convocado para seleção brasileira juvenil. Dentre seus principais títulos enquanto junior, destacam-se a conquista da Copa BH em 2002 e dos Campeonatos Paulistas em 2002 e 2004, além de fazer parte do grupo que foi vice-campeão da Copa São Paulo de Futebol Júnior.
Em 2002, Bruno começou a treinar com o elenco profissional e ocupava a posição de terceiro goleiro no grupo que se sagrou campeão do Campeonato Paulista de 2008, com Diego Cavalieri ocupando a segunda colocação e o ídolo Marcos a primeira colocação. 
Em julho de 2008, com a transferência de Diego Cavalieri para o Liverpool, galgou para o posto de segundo goleiro, e assumiu a camisa de número 1 na equipe. Na equipe principal, Bruno realizou sua estreia durante a derrota por 3x1 contra o Vasco da Gama, no dia 13 de agosto de 2008, em São Januário, durante a Copa Sul-Americana.
No dia 10 de junho de 2011, foi anunciado como reforço da Portuguesa por empréstimo. Na Portuguesa, que foi campeã da Série B naquele ano, sendo inclusive apelidada pela imprensa de 'Barcelusa', Bruno dividia o posto de goleiro com Weverton (que posteriormente viria a ser ídolo do Palmeiras), mas acabou por não atuar em nenhum jogo, retornando ao Palmeiras no final desta temporada.
Em 2012, após o final da participação do Palmeiras no Campeonato Paulista, Bruno assumiu o posto de titular da equipe, substituindo o goleiro Deola. E foi uma peça importante na conquista invicta palmeirense na Copa do Brasil de 2012, tornando-se o melhor goleiro da competição. Foi, no entanto, no mesmo ano, o goleiro titular da campanha que rebaixou o Palmeiras para a Série B do Campeonato Brasileiro.
Após o rebaixamento do Palmeiras em 2012, Bruno deixou o posto de goleiro titular da equipe. Com a chegada de Fernando Prass, ele passou a maior parte de 2013 no banco de reservas. No primeiro semestre, nas oitavas de final da Copa Libertadores da América de 2013, teve uma grande chance de voltar à titularidade, depois de uma séria contusão de Prass, mas foi considerado um dos principais responsáveis pela eliminação do Palmeiras, depois de uma falha contra o Tijuana. No segundo semestre, foi pouco utilizado durante a conquista do campeonato da Série B que levou o Palmeiras de volta à Primeira Divisão do Campeonato Brasileiro. Ainda assim, a diretoria renovou, em janeiro de 2014, o contrato do goleiro até dezembro de 2015.
Em 2015, em seu último ano de contrato com o Palmeiras, Bruno foi emprestado até o fim do ano ao Santa Cruz. Ao final da temporada, o contrato não foi renovado por nenhuma das partes, e Bruno ficou livre no mercado. 
Em 1º de janeiro de 2016, Bruno assinou contrato por dois anos e foi anunciado como reforço pelo Fort Lauderdale Strikers, que competia pela NASL. Porém, neste mesmo ano, os Strikers começaram a apresentar problemas financeiros e deixaram de pagar o salário dos jogadores corretamente. Em setembro de 2016, Paulo Cesso, um dos donos da equipe, notificou a NASL, informando que não poderiam honrar os compromissos financeiros pelos Strikers. Com isto, o time encerrou as atividades no fim de 2016, deixando os jogadores presos com contratos vigentes, sem poder atuar profissionalmente por outras equipes, e com pendências financeiras a serem resolvidas junto aos jogadores. Bruno não voltou a atuar profissionalmente por outra equipe.

## Carreira pós-aposentadoria
Com o Fort Lauderdale Strikers passando por um processo que resultou em sua falência, Bruno, que já havia se formado em Educação Física durante seus tempos no Palmeiras, optou por continuar investindo em sua capacitação profissional. No final de 2017, ele obteve a certificação na licença B para treinadores (US Soccer B License), oferecida pela federação norte-americana.
Entre 2019 e 2020, Bruno atuou como comentarista no canal DAZN.
Em 2022, Bruno Cardoso foi contratado como treinador de goleiros nas categorias de base do Chicago Fire, especificamente na Chicago Fire Academy, onde atualmente permanece.

## Títulos
Palmeiras
- Campeonato Paulista: 2008
- Copa do Brasil: 2012
- Campeonato Brasileiro - Série B: 2013

Portuguesa
- Campeonato Brasileiro - Série B: 2011

Santa Cruz
- Campeonato Pernambucano: 2015

### Outras Conquistas
Palmeiras
- Torneio Gustavo Lacerda Beltrame: 2010
- Taça Osvaldo Brandão: 2009
- AEGON AJAX Internacional Challenge: 2012

### Títulos na Base
Palmeiras
- Taça Belo Horizonte: 2002
- Campeonato Paulista de Futebol (Sub-20): 2002, 2004.

### Prêmio individuais
- Melhor goleiro da Copa do Brasil de 2012.